# Saint-Marcel-d'Ardèche
 Saint-Marcel-d'Ardèche  es una población y comuna francesa, ubicada en la región de Ródano-Alpes, departamento de Ardèche, en el distrito de Privas y cantón de Bourg-Saint-Andéol al sur de Francia.

## Demografía
| 1059 | 1089 | 1140 | 1465 | 1781 | 2150 |
| Para los censos de 1962 a 1999 la población legal corresponde a la población sin duplicidades (Fuente: INSEE [Consultar]) |      |      |      |      |      |